# Trzmiel wielki
Trzmiel wielki, trzmiel kołnierzykowy (Bombus magnus) – gatunek owada z rodziny pszczołowatych. Zaliczany do pszczół właściwych, plemienia trzmielowate (Bombini). 

## Systematyka
Trzmiel wielki jest jednym z gatunków należących do kompleksu lucorum, składającego się z blisko spokrewnionych ze sobą i bardzo podobnych gatunków, których odrębność taksonomiczna była przedmiotem debat i została potwierdzona badaniami genetycznymi i biochemicznymi. W Polsce trzmiel wielki jest najrzadziej spotykanym przedstawicielem kompleksu.

## Wygląd
Bardzo podobny do pozostałych występujących w Polsce gatunków z podrodzaju Bombus: trzmiela ziemnego (B. terrestris), gajowego (B. lucorum) i zamaskowanego (B. cryptarum). Królowe są możliwe do rozpoznania po cechach morfologicznych pod warunkiem posiadania pewnego doświadczenia przez oznaczającego, identyfikacja samców i robotnic wymaga natomiast dużego doświadczenia i/lub technik laboratoryjnych (np. badań genetycznych).

## Biologia
Gatunek społeczny. Występuje na terenach otwartych, gniazduje w ziemi.